# Depressione del 1920-1921

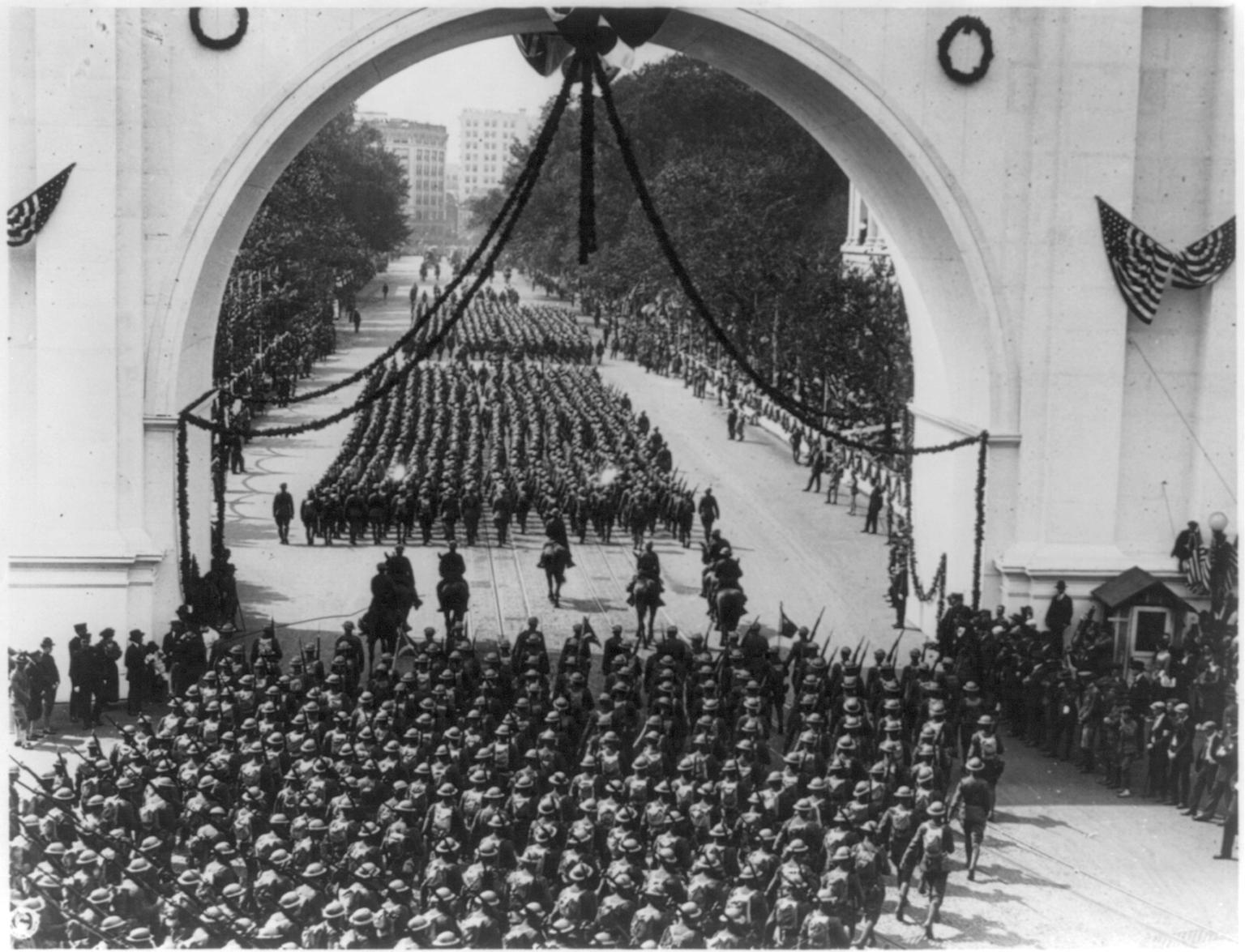
Parata del 1919 a Washington, DC per i soldati in ritorno a casa dopo la prima guerra mondiale. Lo sconvolgimento associato alla transizione da un'economia in tempo di guerra a un'economia di pace ha contribuito alla depressione del biennio 1920-1921.

La depressione del 1920-1921 fu una forte recessione deflazionistica avvenuta negli Stati Uniti, nel Regno Unito ed in altri Paesi inclusa l'Italia. La depressione iniziò 14 mesi dopo la fine della prima guerra mondiale: durò dal gennaio 1920 al luglio 1921. L'entità della deflazione non solo fu ampia in assoluto, ma fu anche ampia rispetto al calo conseguente del PIL reale.
Subito dopo la fine della guerra ci fu una recessione di due anni dopo la prima guerra mondiale, che rese complesso l'assorbimento di milioni di veterani nell'economia postbellica. Infatti, se da un lato l'economia ricominciò a crescere, dall'altro questa non aveva ancora ultimato tutti gli aggiustamenti nel passaggio da un'economia in tempo di guerra a un'economia in tempo di pace.
I fattori identificati dagli studiosi come contribuenti alla recessione includono:
- il ritorno delle truppe, che creò un'impennata nella disponibilità della forza lavoro civile e problemi nel riassorbimento dei veterani nel settore civile;
- cambiamenti nella politica fiscale e monetaria;
- cambiamenti e incertezza nelle aspettative del prezzo di vari beni.

Dopo la fine del biennio di depressione, i ruggenti anni venti portarono un periodo di prosperità economica negli Stati Uniti tra l'agosto 1921 e l'agosto 1929, un mese prima del crollo del mercato azionario che diede inizio alla Grande depressione.

## Panoramica
Secondo il National Bureau of Economic Research la recessione durò dal gennaio 1920 al luglio 1921 (18 mesi). Questa durata è maggiore rispetto alla maggior parte delle recessioni avvenute dopo la prima guerra mondiale, ma è stata più breve delle recessioni del 1910-1912 e del 1913-1914 (rispettivamente, 24 e 23 mesi); è stata infine molto più breve della Grande depressione (132 mesi).
Anche le stime per il calo del prodotto nazionale lordo sono diverse. Il Dipartimento del commercio degli Stati Uniti stima che il PIL sia diminuito del 6,9%, Nathan Balke e Robert J. Gordon stimano un calo del 3,5% e Christina Romer stima un calo del 2,4%. Non esiste una definizione formale di "depressione economica", ma due regole informali indicano un calo del 10% del PIL o una recessione che dura più di tre anni e il tasso di disoccupazione che sale al di sopra del 10%.
La recessione del 1920-1921 è stata caratterizzata da una deflazione estrema, con il maggiore calo percentuale in un anno in circa 140 anni di dati disponibili. Il Dipartimento del commercio ha stimato una deflazione del 18%, Balke e Gordon stimano una deflazione del 13% e Romer stima una deflazione del 14,8%. I prezzi all'ingrosso scesero del 36,8%, il calo più grave dai tempi dalla guerra d'indipendenza americana. Questo calo è peggiore di qualsiasi singolo anno della Grande depressione (tuttavia, sommando insieme tutti gli anni della Grande depressione si ottiene una deflazione cumulativa maggiore). La deflazione del 1920–21 fu estrema in termini assoluti e anche insolitamente estrema data la flessione relativamente modesta del prodotto interno lordo.
Durante la recessione, la disoccupazione aumentò notevolmente. Romer stima un aumento all'8,7% (dal 5,2%), mentre un'altra stima precedente di Stanley Lebergott afferma che la disoccupazione aumentò dal 5,2% all'11,7%: entrambi però concordano sul fatto che la disoccupazione è diminuita rapidamente dopo la recessione e nel 1923 è tornata a un livello compatibile con la piena occupazione.
Durante la recessione, si verificò anche un calo estremamente forte della produzione industriale. Dal maggio 1920 al luglio 1921, la produzione automobilistica è diminuita del 60% e la produzione industriale totale del 30%. Alla fine della recessione, la produzione è però rapidamente rimbalzata: essa tornò ai livelli massimi nell'ottobre 1922. L'indice di produttività industriale AT&T ha mostrato un calo del 29,4%, seguito da un aumento del 60,1%: secondo questa misura, la recessione del 1920-1921 ha visto il calo più grave e la ripresa più robusta di qualsiasi recessione tra il 1899 e la Grande Depressione.
Utilizzando un insieme di indici, Victor Zarnowitz ha riscontrato che la recessione del 1920-1921 ha registrato il massimo calo dell'attività commerciale di qualsiasi recessione tra il 1873 e la Grande depressione (secondo questa misura, Zarnowitz ritiene che la recessione sia solo leggermente più grande della recessione del 1873-1879, della recessione del 1882-1885, della recessione del 1893-1894 e della recessione del 1907-1908).

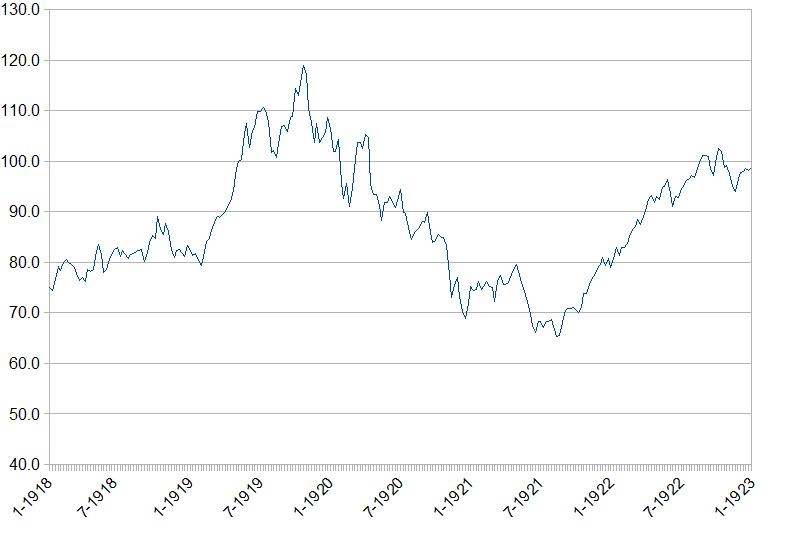
Il Dow Jones Industrial Average dal gennaio 1918 al gennaio 1923. L'indice ha raggiunto il picco a 119,6 il 3 novembre 1919 e il minimo a 63,9 il 24 agosto 1921, con un calo del 47%.

Durante la recessione, il valore delle azioni diminuì drasticamente. Il Dow Jones Industrial Average raggiunse un picco di 119,6 il 3 novembre 1919, due mesi prima dell'inizio della recessione; il mercato toccò il fondo il 24 agosto 1921, a 63,9, un calo del 47% (in confronto, il Dow è sceso del 44% durante il Panico del 1907 e dell'89% durante la Grande depressione). Il clima era dunque terribile anche per le imprese: dal 1919 al 1922 il tasso di fallimenti aziendali triplicò, passando da 37 fallimenti a 120 fallimenti ogni 10.000 imprese. Le aziende che hanno evitato il fallimento hanno registrato un calo dei profitti del 75%.

## Cause
I fattori che gli economisti hanno indicato come potenzialmente causa o contributo alla recessione includono:
- ritorno delle truppe dalla guerra, che ha creato un aumento della forza lavoro civile e più disoccupazione e stagnazione salariale;
- calo dei prezzi delle materie prime agricole a causa della ripresa postbellica della produzione agricola europea (che ha aumentato l'offerta);
- politica monetaria più restrittiva per contrastare l'inflazione del dopoguerra del 1919;
- le aspettative di deflazione futura che hanno portato a una riduzione degli investimenti[2].

### Fine della prima guerra mondiale
Il passaggio dal tempo di guerra al tempo di pace è stato un enorme shock per l'economia degli Stati Uniti. Le fabbriche dedicate alla produzione in tempo di guerra dovettero chiudere o riorganizzare la loro produzione.
Dopo il giorno dell'armistizio, vi fu infatti una breve recessione verificatasi negli Stati Uniti, seguita poi da uno scatto di crescita. La recessione successiva avvenuta nel 1920, però, risentì anche degli aggiustamenti successivi alla fine della guerra, in particolare della smobilitazione dei soldati. Uno dei più grandi aggiustamenti è stato il rientro dei soldati nella forza lavoro civile: nel 1918, le forze armate impiegavano 2,9 milioni di persone, ma questo numero scese a 1,5 milioni nel 1919 ed a 380.000 nel 1920. Gli effetti sul mercato del lavoro furono più eclatanti nel corso del 1920, quando la forza lavoro civile aumentò di 1,6 milioni di persone, pari al 4,1%, in un solo anno. (Sebbene inferiore al numero delle smobilitazioni successive alla seconda guerra mondiale nel 1946 e nel 1947, questo è altrimenti il più grande aumento documentato della forza lavoro in un anno).
All'inizio degli anni venti, sia i prezzi che i salari cambiarono più repentinamente di oggi. I datori di lavoro avrebbero potuto essere più veloci nell'offrire salari ridotti alle truppe di ritorno, abbassando così i propri costi di produzione e dunque abbassando i loro prezzi.

### 1918-1920: pandemia influenzale di spagnola
La pandemia di influenza spagnola negli Stati Uniti iniziò nella primavera del 1918 e tornò a ondate nel 1920, uccidendo circa 675.000 americani. Poiché una grande frazione dei decessi avveniva tra gli adulti in età lavorativa, il conseguente shock economico fu particolarmente grave.
Il lavoro degli economisti Robert Barro e Jose Ursua suggerisce che l'influenza è stata responsabile del calo del prodotto interno lordo dal 6 all'8% in tutto il mondo tra il 1919 e il 1921.

### Sindacati
Durante la prima guerra mondiale, i sindacati avevano aumentato il proprio potere: il governo infatti aveva un grande bisogno di beni e servizi proprio mentre tanti giovani erano sotto le armi, arruolati nell'esercito, per cui il mercato del lavoro si era ristretto.
Dopo la guerra, tuttavia, ci fu un periodo di turbolenze per i sindacati, che persero il loro grande potere contrattuale. Nel 1919, a un certo punto, 4 milioni di lavoratori scesero in sciopero, molto più degli 1,2 milioni degli anni precedenti. I principali scioperi includevano uno sciopero dei lavoratori del ferro e dell'acciaio nel settembre 1919, uno sciopero dei minatori di carbone bituminoso nel novembre 1919 e un grande sciopero ferroviario nel 1920.
Secondo l'economista JR Vernon, "Nella primavera del 1920, con l'aumento dei tassi di disoccupazione, la classe lavoratrice cessò la sua posizione aggressiva e tornò la pace del lavoro".

### Politica monetaria
Milton Friedman e Anna Schwartz, in A Monetary History of the United States, considerano gli errori nella politica della Federal Reserve essere stato un fattore chiave della crisi. In risposta all'inflazione del dopoguerra, la Federal Reserve Bank di New York iniziò ad aumentare bruscamente i tassi di interesse: nel dicembre 1919 il tasso fu portato dal 4,75% al 5%; un mese dopo fu portato al 6% e nel giugno 1920 al 7% (i tassi di interesse più alti di qualsiasi periodo eccetto gli anni '70 e l'inizio degli anni '80).

### Aspettative deflazionistiche
Sotto il regime del gold standard, un periodo di aumento significativo del credito bancario e dei crediti cartacei sarebbe seguito da un'ondata di rimborsi mentre i depositanti e gli speculatori si muovevano per proteggere i loro beni: ciò avrebbe portato a un periodo deflazionistico dato che il credito e le richieste bancarie sarebbero diminuite e l'offerta di moneta si contraeva in linea con le riserve d'oro.
L'introduzione del sistema del Federal Reserve System nel 1913 non aveva sostanzialmente alterato questo legame con l'oro. L'economia era stata generalmente inflazionistica dal 1896 e dal 1914 al 1920 i prezzi erano aumentati rapidamente: pertanto, le persone e le imprese si aspettavano un calo sostanziale dei prezzi.

## Risposta del governo degli Stati Uniti

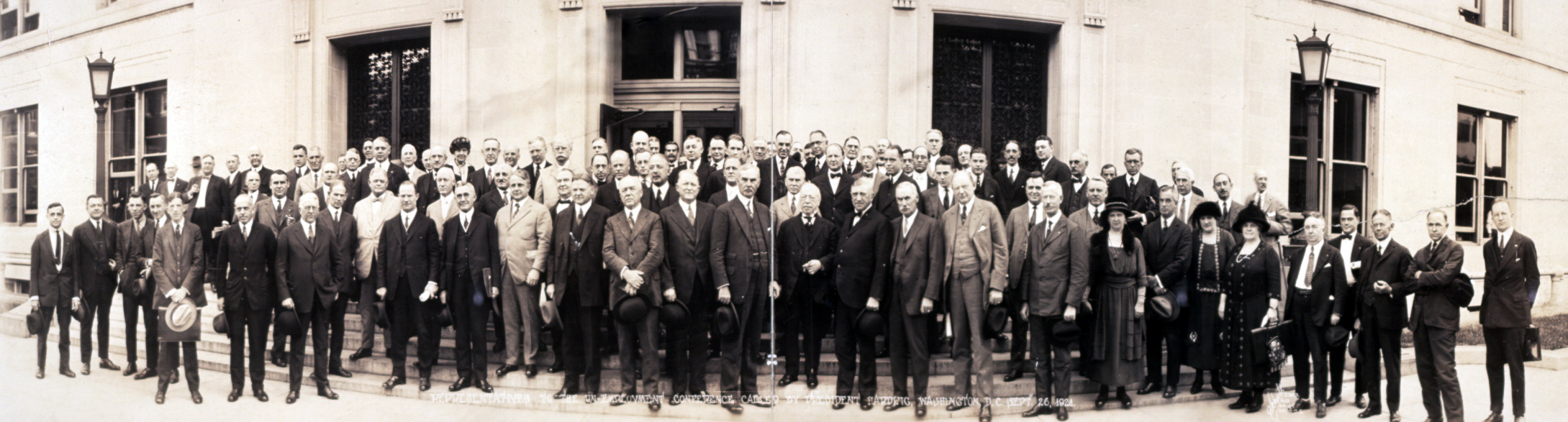
Rappresentanti che partecipano alla Conferenza sulla disoccupazione del 1921 tenutasi a Washington, DC

La lentezza della risposta alla depressione da parte del presidente Woodrow Wilson fu criticata dai membri del partito repubblicano, i quali approdarono così alla Casa Bianca sotto la bandiera di Warren Harding. Salito in carica, Harding convocò una conferenza presidenziale sulla disoccupazione, su stimolo dell'allora segretario al commercio Herbert Hoover dopo l'aumento della disoccupazione durante la recessione: nel settembre 1921 furono convocati circa 300 eminenti membri dell'industria, delle banche e del lavoro per discutere il problema della disoccupazione. Hoover organizzò la conferenza sulla situazione economica e un comitato sulla disoccupazione. Il comitato istituì una succursale in ogni stato con una disoccupazione sostanziale, insieme a sotto-filiali nelle comunità locali e comitati di emergenza dei sindaci in 31 città. Il comitato contribuì al soccorso ai disoccupati e organizzò anche la collaborazione tra i governi locali e federali. Il presidente Harding firmò la tariffa di emergenza del 1921 e la tariffa Fordney-McCumber. Per aiutare la ripresa, anche il Segretario del Tesoro Andrew Mellon insistette con successo di abbassare le aliquote dell'imposta sul reddito.

## Interpretazioni
Secondo un'analisi del 1989 di Milton Friedman e Anna Schwartz, la recessione del 1920-1921 fu il risultato di una politica monetaria inutilmente restrittiva della Federal Reserve Bank. L'economista Paul Krugman concorda sul fatto che gli alti tassi di interesse dovuti agli sforzi della Fed per combattere l'inflazione furono la causa il problema: questo non causò una carenza nella domanda aggregata, ma nell'offerta aggregata. Dopo che la Fed ebbe allentato la sua politica monetaria, l'economia si riprese rapidamente.
Inoltre, Allan H. Meltzer suggerisce che poiché gli Stati Uniti erano nel gold standard, la fuga dell'oro dall'Europa iperinflazionistica agli Stati Uniti aumentò lo stock nominale di moneta base ad alto potenziale. Ciò pose fine alla deflazione e contribuì alla ripresa economica.
James Grant discute nel suo libro del 2014, The Forgotten Depression, 1921, il motivo per cui la depressione del 1920-1921 fu relativamente breve rispetto alla recessione economica dell'inizio degli anni 2000 e alla successiva recessione economica iniziata nel 2007: "Il punto essenziale del lungo periodo di recessione del 1920-1921 è che è stata l'ultima dimostrazione di come funziona un meccanismo dei prezzi e l'ultima flessione del ciclo economico non mediata dal governo, il che significa che è stata l'ultima che il governo non ha tentato trattare con interventi fiscali con tassi di interesse molto più bassi. In effetti, la FED, all'epoca ancora in fasce poiché era stata fondata solo nel 1914, in realtà aumentò i tassi al fronte di una deflazione davvero brutale".
Thomas Woods, sostenitore della scuola austriaca, sostiene che le politiche economiche del laissez-faire del presidente Harding durante la recessione del 1920-1921, combinate con una politica aggressiva coordinata di rapido ridimensionamento governativo, hanno avuto un'influenza diretta sulla rapida e diffusa ripresa del settore privato. Woods sostenne che, poiché c'erano enormi distorsioni nei mercati privati a causa dell'influenza economica del governo relativa alle richieste della prima guerra mondiale, fu necessaria una correzione altrettanto massiccia alle distorsioni per riallineare il più rapidamente possibile gli investimenti e i consumi alla nuova situazione economica in tempo di pace.
In un articolo del 2011, Daniel Kuehn, un sostenitore dell'economia keynesiana, mette in dubbio molte delle affermazioni fatte da Woods sulla recessione del 1920-1921. Kuehn osserva infatti che:
- il ridimensionamento più sostanziale del governo è stato attribuibile all'amministrazione Wilson e si è verificato ben prima dell'inizio della recessione del 1920-1921.
- l'amministrazione Harding aumentò le entrate nel 1921 ampliando notevolmente la base imponibile e contemporaneamente abbassando le aliquote.
- Woods sottovaluta il ruolo svolto dallo stimolo monetario nel rilanciare l'economia depressa e che, dato che la recessione del 1920-1921 non era stata caratterizzata da una carenza nella domanda aggregata, lo stimolo fiscale era ingiustificato.

## Regno Unito
La Gran Bretagna visse inizialmente un periodo di boom economico tra il 1919 e il 1920, poiché il capitale privato represso in quattro anni di guerra fu reinvestito nell'economia: l'industria cantieristica fu inondata di ordini per sostituire le spedizioni perse (infatti 7,9 milioni di tonnellate di scorte di navi mercantili furono distrutte durante la guerra).
Tuttavia, nel 1920 la transizione britannica da un'economia in tempo di guerra ad una di pace vacillò e una grave recessione colpì l'economia nel biennio 1920-1922. James Mitchell, Solomos Solomou e Martin Weale hanno stimato che il PIL è diminuito drasticamente del 22% tra l'agosto 1920 e il maggio 1921. Stimano che la produzione non abbia superato il livello del 1920 fino alla primavera del 1924. Con altre importanti economie anch'esse impantanate nella recessione, l'economia britannica, troppo dipendente dalle esportazioni, fu particolarmente colpita. La disoccupazione raggiunse il 17%, con esportazioni complessive solo a metà dei livelli prebellici.